# Virestads distrikt
Virestads distrikt är ett distrikt i Älmhults kommun och Kronobergs län. Distriktet ligger öster och nordost om Älmhult. 

## Tidigare administrativ tillhörighet
Distriktet inrättades 2016 och utgörs av socknen Virestad i Älmhults kommun.
Området motsvarar den omfattning Virestads församling hade 1999/2000.